# Liste des ministres finlandais de la Justice
Cet article liste les ministres du ministère de la Justice de Finlande.

## Ministre principal
| Ministre                              | Parti           | Période                 | Gouvernement   |
| ------------------------------------- | --------------- | ----------------------- | -------------- |
| Directeur de la commission judiciaire |                 |                         |                |
| Onni Talas (1877–1958)                | Nuorsuomalainen | 27.11.1917 – 27.5.1918  | Svinhufvud I   |
| Onni Talas (1877–1958)                | Nuorsuomalainen | 27.5.1918 – 27.11.1918  | Paasikivi I    |
| Ministre de la Justice                |                 |                         |                |
| Karl Söderholm (1859–1948)            | RKP             | 27.11.1918 – 17.4.1919  | Ingman I       |
| Karl Söderholm (1859–1948)            | RKP             | 17.4.1919 – 15.8.1919   | Castrén K.     |
| Hjalmar Kahelin (1868–1958)           | Ed.             | 15.8.1919 – 30.1.1920   | Vennola I      |
| Karl Söderholm (1859–1948)            | RKP             | 15.3.1920 – 28.6.1920   | Erich          |
| Hjalmar Granfelt (1874–1957)          | RKP             | 28.6.1920 – 9.4.1921    | Erich          |
| Heimo Helminen (1878–1947)            | Ed.             | 9.4.1921 – 24.2.1922    | Vennola II     |
| Albert von Hellens (1879–1950)        | Ed.             | 24.2.1922 – 2.6.1922    | Vennola II     |
| Oskar Lilius (1871–1928)              | amm.            | 2.6.1922 – 14.11.1922   | Cajander I     |
| Otto Åkesson (1872–1939)              | ML              | 14.11.1922 – 21.12.1923 | Kallio I       |
| Elias Sopanen (1863–1926)             | Ed.             | 21.12.1923 – 18.1.1924  | Kallio I       |
| Oskar Lilius (1871–1928)              | amm.            | 18.1.1924 – 31.5.1924   | Cajander II    |
| Albert von Hellens (1879–1950)        | Ed.             | 31.5.1924 – 31.3.1925   | Ingman II      |
| Oskar Lilius (1871–1928)              | amm.            | 31.3.1925 – 31.12.1925  | Tulenheimo     |
| Urho Castrén (1886–1965)              | Kok.            | 31.12.1925 – 13.12.1926 | Kallio II      |
| Väinö Hakkila (1882–1958)             | SDP             | 13.12.1926 – 17.12.1927 | Tanner         |
| Torsten Malinen (1877–1951)           | amm.            | 17.12.1927 – 22.12.1928 | Sunila I       |
| Anton Kotonen (1876–1936)             | amm.            | 22.12.1928 – 18.2.1929  | Mantere        |
| Oiva Huttunen (1887–1945)             | amm.            | 18.2.1929 – 16.8.1929   | Mantere        |
| Elieser Kaila (1885–1938)             | ML              | 16.8.1929 – 4.7.1930    | Kallio III     |
| Karl Söderholm (1859–1948)            | RKP             | 4.7.1930 – 21.3.1931    | Svinhufvud II  |
| Toivo Kivimäki (1886–1968)            | Ed.             | 21.3.1931 – 14.12.1932  | Sunila II      |
| Hugo Malmberg (1864–1956)             | RKP             | 14.12.1932 – 27.2.1933  | Kivimäki       |
| Eric J. Serlachius (1884–1936)        | RKP             | 27.2.1933 – 28.2.1936   | Kivimäki       |
| Emil Jatkola (1879–1948)              | Ed.             | 6.3.1936 – 7.10.1936    | Kivimäki       |
| Urho Kekkonen (1900–1986)             | ML              | 7.10.1936 – 12.3.1937   | Kallio IV      |
| Arvi Ahmavaara (1886–1957)            | amm.            | 18.3.1937 – 11.1.1938   | Cajander III   |
| Albin Ewald Rautavaara (1873–1941)    | amm.            | 11.1.1938 – 13.10.1939  | Cajander III   |
| Johan Otto Söderhjelm (1898–1985)     | RKP             | 13.10.1939 – 1.12.1939  | Cajander III   |
| Johan Otto Söderhjelm (1898–1985)     | RKP             | 1.12.1939 – 27.3.1940   | Ryti I         |
| Oskari Lehtonen (1889–1964)           | Kok.            | 27.3.1940 – 4.1.1941    | Ryti II        |
| Oskari Lehtonen (1889–1964)           | Kok.            | 4.1.1941 – 5.3.1943     | Rangell        |
| Oskari Lehtonen (1889–1964)           | Kok.            | 5.3.1943 – 8.8.1944     | Linkomies      |
| Ernst von Born (1885–1956)            | RKP             | 8.8.1944 – 21.9.1944    | Hackzell       |
| Ernst von Born (1885–1956)            | RKP             | 21.9.1944 – 17.11.1944  | Castrén U.     |
| Urho Kekkonen (1900–1986)             | ML              | 17.11.1944 – 17.4.1945  | Paasikivi II   |
| Urho Kekkonen (1900–1986)             | ML              | 17.4.1945 – 26.3.1946   | Paasikivi III  |
| Eino Pekkala (1887–1956)              | SKDL            | 26.3.1946 – 29.7.1948   | Pekkala        |
| Tauno Suontausta (1907–1974)          | SDP             | 29.7.1948 – 17.3.1950   | Fagerholm I    |
| Heikki Kannisto (1898–1957)           | Ed.             | 17.3.1950 – 17.1.1951   | Kekkonen I     |
| Teuvo Aura (1912–1999)                | Ed.             | 17.1.1951 – 20.9.1951   | Kekkonen II    |
| Urho Kekkonen (1900–1986)             | ML              | 20.9.1951 – 22.9.1951   | Kekkonen III   |
| Sven Högström (1908–1995)             | RKP             | 22.9.1951 – 9.7.1953    | Kekkonen III   |
| Sven Högström (1908–1995)             | RKP             | 9.7.1953 – 17.11.1953   | Kekkonen IV    |
| Reino Kuuskoski (1907–1965)           | amm.            | 17.11.1953 – 5.5.1954   | Tuomioja       |
| Yrjö Puhakka (1888–1971)              | amm.            | 5.5.1954 – 20.10.1954   | Törngren       |
| Aarre Simonen (1913–1977)             | SDP             | 20.10.1954 – 6.11.1954  | Kekkonen V     |
| Weio Henriksson (1903–1973)           | amm.            | 6.11.1954 – 3.3.1956    | Kekkonen V     |
| Vilho Väyrynen (1912–2000)            | SDP             | 3.3.1956 – 2.5.1956     | Fagerholm II   |
| Arvo Helminen (1903–1988)             | amm.            | 2.5.1956 – 27.5.1957    | Fagerholm II   |
| Arvo Helminen (1903–1988)             | amm.            | 27.5.1957 – 2.9.1957    | Sukselainen I  |
| Johan Otto Söderhjelm (1898–1985)     | amm.            | 2.9.1957 – 29.11.1957   | Sukselainen I  |
| Kurt Kaira (1894–1975)                | amm.            | 29.11.1957 – 26.4.1958  | von Fieandt    |
| Johan Otto Söderhjelm (1898–1985)     | amm.            | 26.4.1958 – 29.8.1958   | Kuuskoski      |
| Sven Högström (1908–1995)             | RKP             | 29.8.1958 – 13.1.1959   | Fagerholm III  |
| Antti Hannikainen (1910–1976)         | ML              | 13.1.1959 – 14.4.1961   | Sukselainen II |
| Pauli Lehtosalo (1910–1989)           | ML              | 14.4.1961 – 14.7.1961   | Sukselainen II |
| Pauli Lehtosalo (1910–1989)           | ML              | 14.7.1961 – 13.4.1962   | Miettunen I    |
| Johan Otto Söderhjelm (1898–1985)     | RKP             | 13.4.1962 – 18.12.1963  | Karjalainen I  |
| Olavi Merimaa (1908–1970)             | amm.            | 18.12.1963 – 12.9.1964  | Lehto          |
| Johan Otto Söderhjelm (1898–1985)     | RKP             | 12.9.1964 – 27.5.1966   | Virolainen     |
| Aarre Simonen (1913–1977)             | TPSL            | 27.5.1966 – 22.3.1968   | Paasio I       |
| Aarre Simonen (1913–1977)             | TPSL            | 22.3.1968 – 14.5.1970   | Koivisto I     |
| Keijo Liinamaa (1929–1980)            | amm.            | 14.5.1970 – 15.7.1970   | Aura I         |
| Erkki Tuominen (1914–1975)            | SKDL            | 15.7.1970 – 26.3.1971   | Karjalainen II |
| Mikko Laaksonen (1927–2006)           | SDP             | 26.3.1971 – 30.9.1971   | Karjalainen II |
| Jacob Söderman (1938-)                | SDP             | 1.10.1971 – 29.10.1971  | Karjalainen II |
| K. J. Lång (1934–1998)                | amm.            | 29.10.1971 – 23.2.1972  | Aura II        |
| Pekka Paavola (1933-)                 | SDP             | 23.2.1972 – 4.9.1972    | Paasio II      |
| Matti Louekoski (1941-)               | SDP             | 4.9.1972 – 13.6.1975    | Sorsa I        |
| Inkeri Anttila (1916–2013)            | amm.            | 13.6.1975 – 30.11.1975  | Liinamaa       |
| Kristian Gestrin (1929–1990)          | RKP             | 30.11.1975 – 29.9.1976  | Miettunen II   |
| Kristian Gestrin (1929–1990)          | RKP             | 29.9.1976 – 15.5.1977   | Miettunen III  |
| Tuure Salo (1921–2006)                | LKP             | 15.5.1977 – 2.3.1978    | Sorsa II       |
| Paavo Nikula (1942-)                  | LKP             | 2.3.1978 – 26.5.1979    | Sorsa II       |
| Christoffer Taxell (1948-)            | RKP             | 26.5.1979 – 19.2.1982   | Koivisto II    |
| Christoffer Taxell (1948-)            | RKP             | 19.2.1982 – 6.5.1983    | Sorsa III      |
| Christoffer Taxell (1948-)            | RKP             | 6.5.1983 – 30.4.1987    | Sorsa IV       |
| Matti Louekoski (1941-)               | SDP             | 30.4.1987 – 28.2.1990   | Holkeri        |
| Tarja Halonen (1943-)                 | SDP             | 1.3.1990 – 26.4.1991    | Holkeri        |
| Hannele Pokka (1952-)                 | Kesk.           | 26.4.1991 – 30.4.1994   | Aho            |
| Anneli Jäätteenmäki (1955-)           | Kesk.           | 1.5.1994 – 13.4.1995    | Aho            |
| Sauli Niinistö (1948-)                | Kok.            | 13.4.1995 – 2.2.1996    | Lipponen I     |
| Kari Häkämies (1956-)                 | Kok.            | 2.2.1996 – 13.3.1998    | Lipponen I     |
| Jussi Järventaus (1951-)              | Kok.            | 13.3.1998 – 15.4.1999   | Lipponen I     |
| Johannes Koskinen (1954-)             | SDP             | 15.4.1999 – 17.4.2003   | Lipponen II    |
| Johannes Koskinen (1954-)             | SDP             | 17.4.2003 – 24.6.2003   | Jäätteenmäki   |
| Johannes Koskinen (1954-)             | SDP             | 24.6.2003 – 22.9.2005   | Vanhanen I     |
| Leena Luhtanen (1941-)                | SDP             | 23.9.2005 – 19.4.2007   | Vanhanen I     |
| Tuija Brax (1965-)                    | Vihr.           | 19.4.2007 – 22.6.2010   | Vanhanen II    |
| Tuija Brax (1965-)                    | Vihr.           | 22.6.2010 – 22.6.2011   | Kiviniemi      |
| Anna-Maja Henriksson (1964-)          | RKP             | 22.6.2011 – 24.6.2014   | Katainen       |
| Anna-Maja Henriksson (1964-)          | RKP             | 24.6.2014 – 29.5.2015   | Stubb          |
| Ministre du Travail et de la Justice  |                 |                         |                |
| Jari Lindström (1965-)                | PS              | 29.5.2015 – 5.5.2017    | Sipilä         |
| Ministre de la Justice                |                 |                         |                |
| Antti Häkkänen (1985-)                | Kok.            | 5.5.2017 – 6.6.2019     | Sipilä         |
| Anna-Maja Henriksson (1964-)          | RKP             | 6.6.2019 – 10.12.2019   | Rinne          |
| Anna-Maja Henriksson (1964-)          | RKP             | 10.12.2019 – 20.6.2023  | Marin          |
| Leena Meri (1968-)                    | PS              | 20.6.2023 – en cours    | Orpo           |

## Deuxième ministre
| Ministre                                            | Parti | Période               | Gouvernement |
| --------------------------------------------------- | ----- | --------------------- | ------------ |
| Ministre de la Coopération nordique et de l'Égalité |       |                       |              |
| Thomas Blomqvist (1965-)                            | RKP   | 6.6.2019 – 10.12.2019 | Rinne        |
| Thomas Blomqvist (1965-)                            | RKP   | 10.12.2019 –          | Marin        |

## Autres ministres
| Ministre             | Parti | Période               | Gouvernement | Portefeuille du ministre                              | Responsabilité             |
| -------------------- | ----- | --------------------- | ------------ | ----------------------------------------------------- | -------------------------- |
| Astrid Thors (1957-) | RKP   | 19.4.2007 – 22.6.2010 | Vanhanen II  | Ministre de l'Immigration et des Affaires européennes | Questions concernant Åland |
| Astrid Thors (1957-) | RKP   | 22.6.2010 – 22.6.2011 | Kiviniemi    | Ministre de l'Immigration et des Affaires européennes | Questions concernant Åland |
| Anne Berner (1964-)  | Kesk. | 29.5.2015 – 29.5.2019 | Sipilä       | Ministre des Transports et des Communications         | Questions concernant Åland |